# 국가공간정보센터
국가공간정보센터(國家空間情報센터)는 분산 관리되던 국가공간정보를 통합하여 효율적인 정보를 수요자에게 제공하기 위하여 설립된 대한민국 국토교통부 소속기관으로 국가공간정보센장(3~4급)은 부이사관·서기관 또는 기술서기관으로 보한다. 세종특별자치시 도움6로 11에 있다.

## 설립 근거
- 국가공간정보에 관한 법률 제25조[1]

## 연혁
- 2010년 1월 7일 국가공간정보센터 신설

## 주요 업무
- 공간정보의 수집·가공 및 제공
- 지적공부(地籍公簿)의 관리 및 활용
- 종합부동산세 과세에 필요한 부동산관련자료 등의 수집·가공 및 제공

## 같이 보기
- 공간정보산업진흥원
- 국토연구원
- 국토지리정보원
- 한국국토정보공사(구 대한지적공사)
- 한국토지주택공사
- 공간정보산업협회(구 대한측량협회)
- 한국공간정보학회